# Lista gărilor, autogărilor și a aerogărilor din București

## Gări
- Gara Basarab
- Gara Băneasa
- Gara Carpați
- Gara de Nord
- Gara Obor
- Gara Progresu
- Gara Titan Sud

### Foste gări
- Gara Cotroceni
- Gara Dealul Spirii
- Gara Filaret
- Gara Herăstrău

## Autogări
- Autogara Militari
- Autogara Filaret
- Autogara Băneasa
- Autogara Rahova
- Autogara Obor
- Autogara Grivița

## Aerogări
- Otopeni
- Băneasa